# Rosenbergia bismarckiana
Rosenbergia bismarckiana är en skalbaggsart som beskrevs av Kriesche 1920. Rosenbergia bismarckiana ingår i släktet Rosenbergia och familjen långhorningar. Inga underarter finns listade i Catalogue of Life.